# جایزه کنت ا. می
جایزه و مدال کنت اُ. می (به انگلیسی: Kenneth O. May Prize and Medal) جایزه‌ای است که کمیته جهانی تاریخ ریاضیات برای تشویق و گسترش تاریخ ریاضیات در جهان هر ۴ سال یک بار به پژوهش گران تاریخ ریاضیات اهدا می‌کند. این جایزه در سال ۱۹۸۹ به افتخار کنت می تاریخ‌نگار ریاضیات اهل آمریکا و یکی از بنیانگذاران کمیته جهانی تاریخ ریاضیات بنیان‌گذاری شد. نخستین دوره این جایزه را دیرک استرویک و آدولف یوشکویچ دریافت کردند.

## برندگان جایزه
- ۲۰۱۳ منزو فولکرتس و ینس هویروپ
- ۲۰۰۹ آیور گراتان-گینس و رادا چاران گوپتا
- ۲۰۰۵ هنک بوس
- ۲۰۰۱ اوبیراتان دِ امبروزیو و لم لی یانگ
- ۱۹۹۷ رنه تاتون
- ۱۹۹۳ کریستوف اسکریبا و هانس ووسینگ
- ۱۹۸۹ دیرک استرویک و آدولف یوشکویچ